# A.M. (Wilco-Album)
A.M. ist das Debütalbum der U.S.-amerikanischen Rockband Wilco. Das Album wurde am 28. März 1995 veröffentlicht, nur wenige Monate nach der Auflösung der Vorgängerband Uncle Tupelo.

## Hintergrund und Aufnahme
Nachdem sich Jeff Tweedy und Jay Farrar zerstritten haben und sich die Band Uncle Tupelo nach ihrem letzten Konzert am 1. Mai 1994 in Mississippi Nights in St. Louis aufgelöst haben, entschied sich Tweedy wenige Tage später dazu eine neue Band zu gründen. Dafür konnte er die Musiker des letzten Uncle Tupelo Lineups überzeugen und gründete so die Band Wilco mit Ken Coomer als Drummer, John Stirratt am Bass und Max Johnston als Multi-Instrumentalisten.

## Kommerzieller und kritischer Erfolg
A.M. erhielt insgesamt bescheidene Kritiken. Die Band war enttäuscht von der kritischen Aufnahme, da das Son Volt Debütalbum, der neuen Band vom früheren Uncle Tupelo Kollegen Jay Farrar Trace bessere Kritiken erhielt.
A.M. erreichte Platz 27 in den Billboard Heatseekers Charts, wohingegen Trace auf Platz 166 der wichtigeren Billboard 200 Charts landete; bis 1997 wurde Trace doppelt so oft verkauft wie A.M. Wilco veröffentlichte den Song „Box Full of Letters“ als Single, der allerdings nur wenig im Radio gespielt wurde. Zum einzigen Mal in der Karriere von Wilco blieben die Ticketverkäufe hinter den Erwartungen zurück. Bis 2003 wurde das Album etwa 150.000 Mal verkauft.

## Titel
Alle Songs wurden von Jeff Tweedy geschrieben. Ausnahme ist Track 8 „It's Just That Simple“, den der Bassist John Stirratt geschrieben hat.
1. „I Must Be High“ – 2:59
2. „Casino Queen“ – 2:45
3. „Box Full of Letters“ – 3:05
4. „Shouldn't Be Ashamed“ – 3:28
5. „Pick Up the Change“ – 2:56
6. „I Thought I Held You“ – 3:49
7. „That's Not the Issue“ – 3:19
8. „It's Just That Simple“ (John Stirratt) – 3:45
9. „Should've Been in Love“ – 3:36
10. „Passenger Side“ – 3:33
11. „Dash 7“ – 3:29
12. „Blue Eyed Soul“ – 4:05
13. „Too Far Apart“ – 3:44

## Personal
- Jeff Tweedy – Hauptgesang (1–7, 9–13), Rhythmusgitarre (1, 3, 13), Akustikgitarre (2, 4–7, 9–12), E-Bass (8)
- John Stirratt – E-Bass (1–7, 9, 10, 12, 13), Klavier (6), Orgel (13), Hintergrundgesang (2, 3, 6), Hauptgesang/Akustikgitarre (8)
- Ken Coomer – Schlagzeug (1–6, 8–10, 12, 13), Hintergrundgesang/Kuhglocke (2), eine Snare, die mit einem Besen gespielt wird (7)
- Max Johnston – Resonatorgitarre (1, 3, 9, 13), Fidel (2, 10), Mandoline (4, 8, 10, 12), Banjo (5–7), Hintergrundgesang (2)
- Brian Henneman – Leadgitarre (1–9, 12, 13), Gitarre (10), Hintergrundgesang (2)
- Daniel Corrigan – Hintergrundgesang (2)
- Lloyd Maines – Pedal-Steel Gitarre (1, 6, 8, 11, 12)